# Hovhannes Bagramyan
Hovhannes Khachatury Bagramyan (în armeană Հովհաննես Խաչատուրի, în rusă Ива́н Христофо́рович Баграмя́н) (n. 2 decembrie 1897 – d. 21 septembrie 1982) a fost un mareșal armean, dintre principalii comandanți militari sovietici din timpul celui de-al Doilea Război Mondial.